# I Am Your Leader
I Am Your Leader е песен от албума Pink Friday: Roman Reloaded на американската рапърка Ники Минаж с участието на Кемрън и Рик Рос.

## Видео
Видеото е пуснато на 24 август 2012 г.Режисьорът е Колин Тили. Във видеото участва и Tyga.

## Позиции в музикалните класации
- САЩ (Hot R&B/Hip Hop Songs) – 75[6]